# Хочень (комуна)
Хочень, Хочені (рум. Hoceni) — комуна у повіті Васлуй в Румунії. До складу комуни входять такі села (дані про населення за 2002 рік):
- Барбоші (806 осіб)
- Делень (566 осіб)
- Оцелень (638 осіб)
- Редіу (32 особи)
- Томша (167 осіб)
- Хочень (590 осіб)
- Шишкань (398 осіб)

Комуна розташована на відстані 277 км на північний схід від Бухареста, 24 км на південний схід від Васлуя, 75 км на південний схід від Ясс, 123 км на північ від Галаца.

## Населення
За даними перепису населення 2002 року у комуні проживали 3197 осіб. Усі жителі комуни рідною мовою назвали румунську.
Національний склад населення комуни:
| Національність | Кількість осіб | Відсоток |
| -------------- | -------------- | -------- |
| румуни         | 3190           | 99,8%    |
| цигани         | 6              | 0,2%     |
| євреї          | 1              | < 0,1%   |

Склад населення комуни за віросповіданням:
| Релігія       | Кількість осіб | Відсоток |
| ------------- | -------------- | -------- |
| православні   | 3185           | 99,6%    |
| римо-католики | 5              | 0,2%     |
| старообрядці  | 4              | 0,1%     |
| баптисти      | 1              | < 0,1%   |
| адвентисти    | 1              | < 0,1%   |